# 十輪驅動
十輪驅動（Ten-wheel drive）指傳動系統把引擎的動力同時傳送到十個車輪，這個設計主要在軍用車輛上使用 。相比掛接車輛，單一車體及全輪驅動的十輪車輛有較佳的機動性和越野性能。

## 圖集

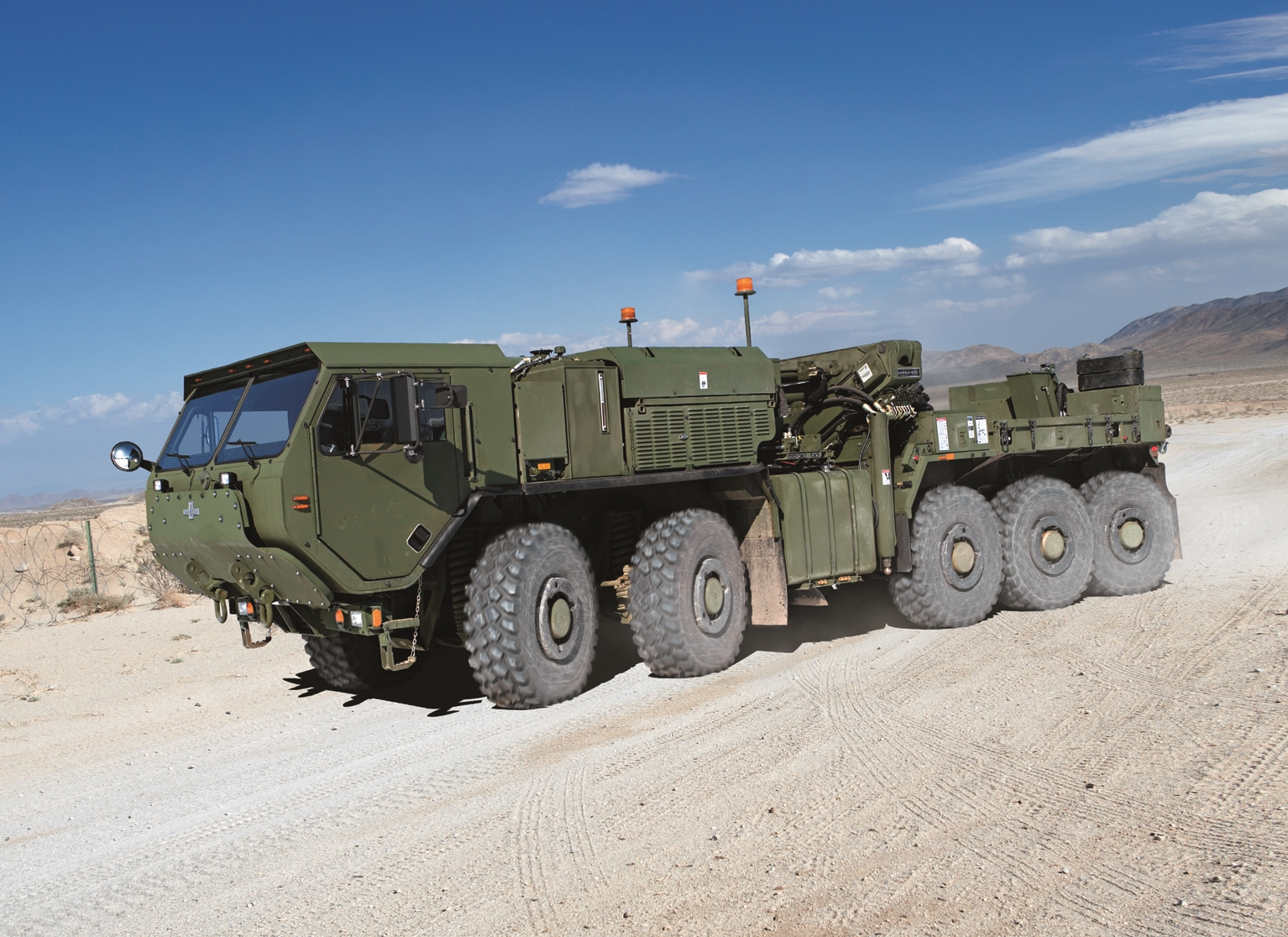
Oshkosh公司生產的美軍后勤车辆系统（Logistic Vehicle System Replacement, LVSR）
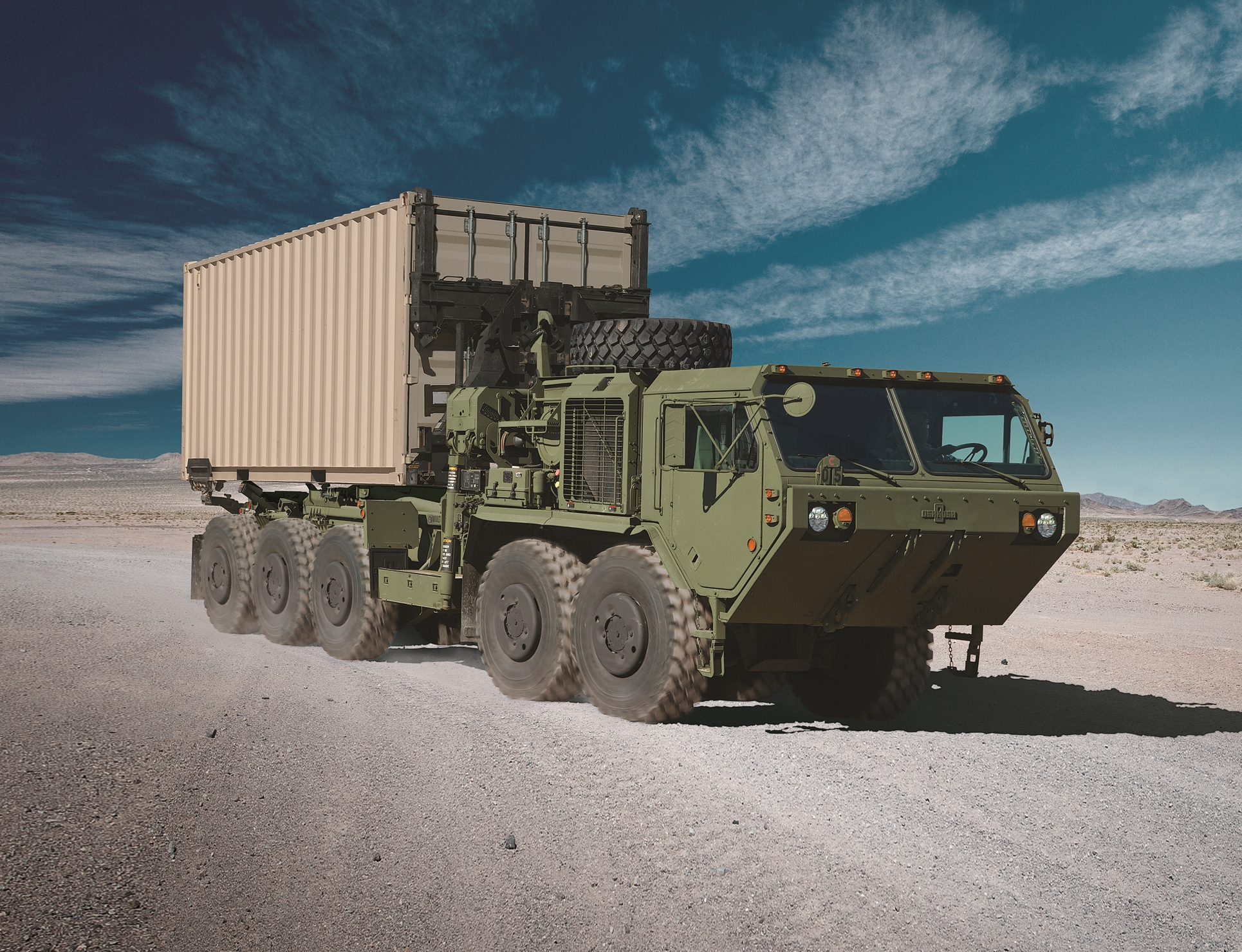
Oshkosh公司生產的美軍裝載貨物系統(Palletized Load System, PLS)
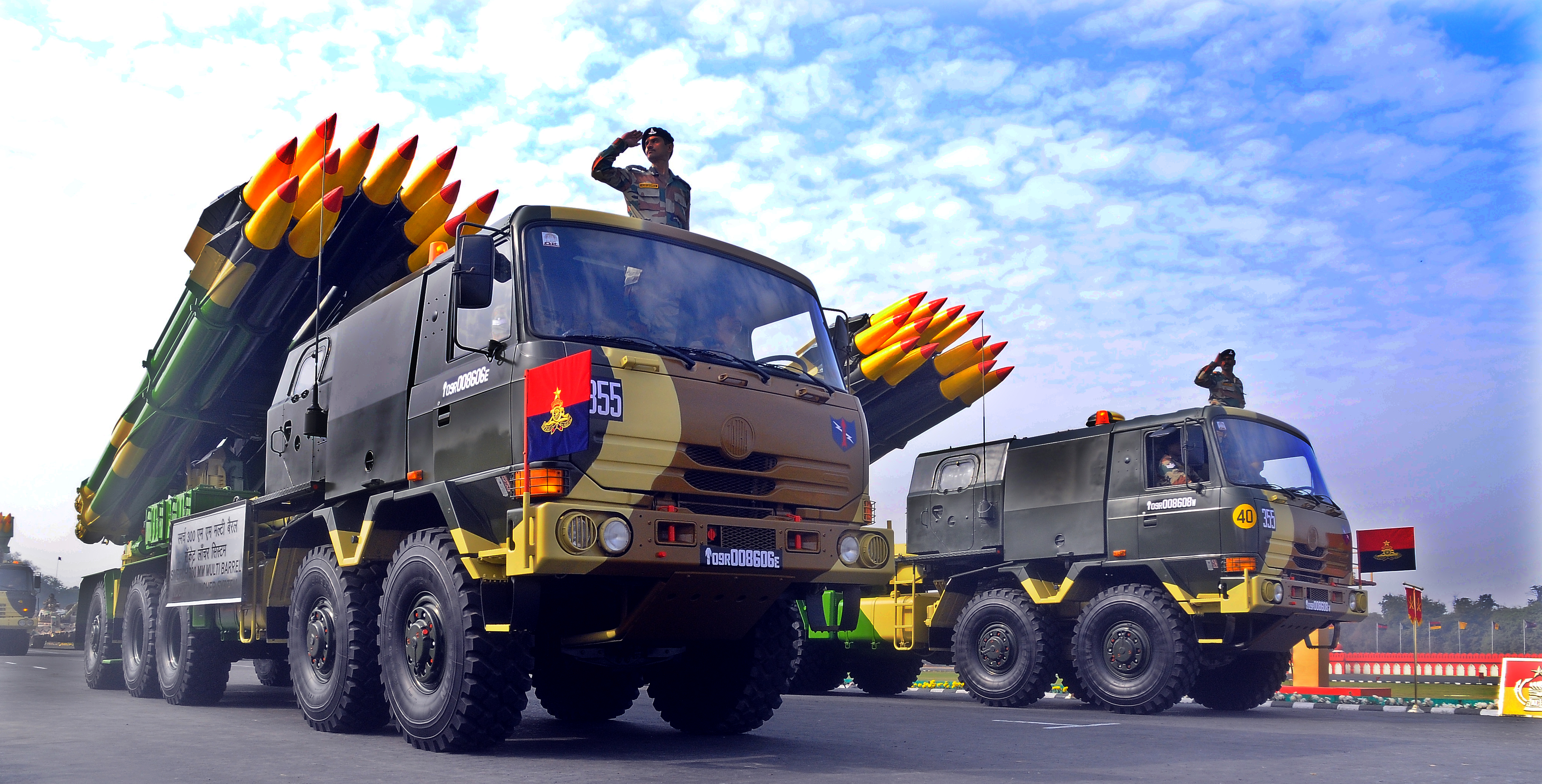
印度軍隊的 Tatra 貨車搭載BM-30多管火箭炮
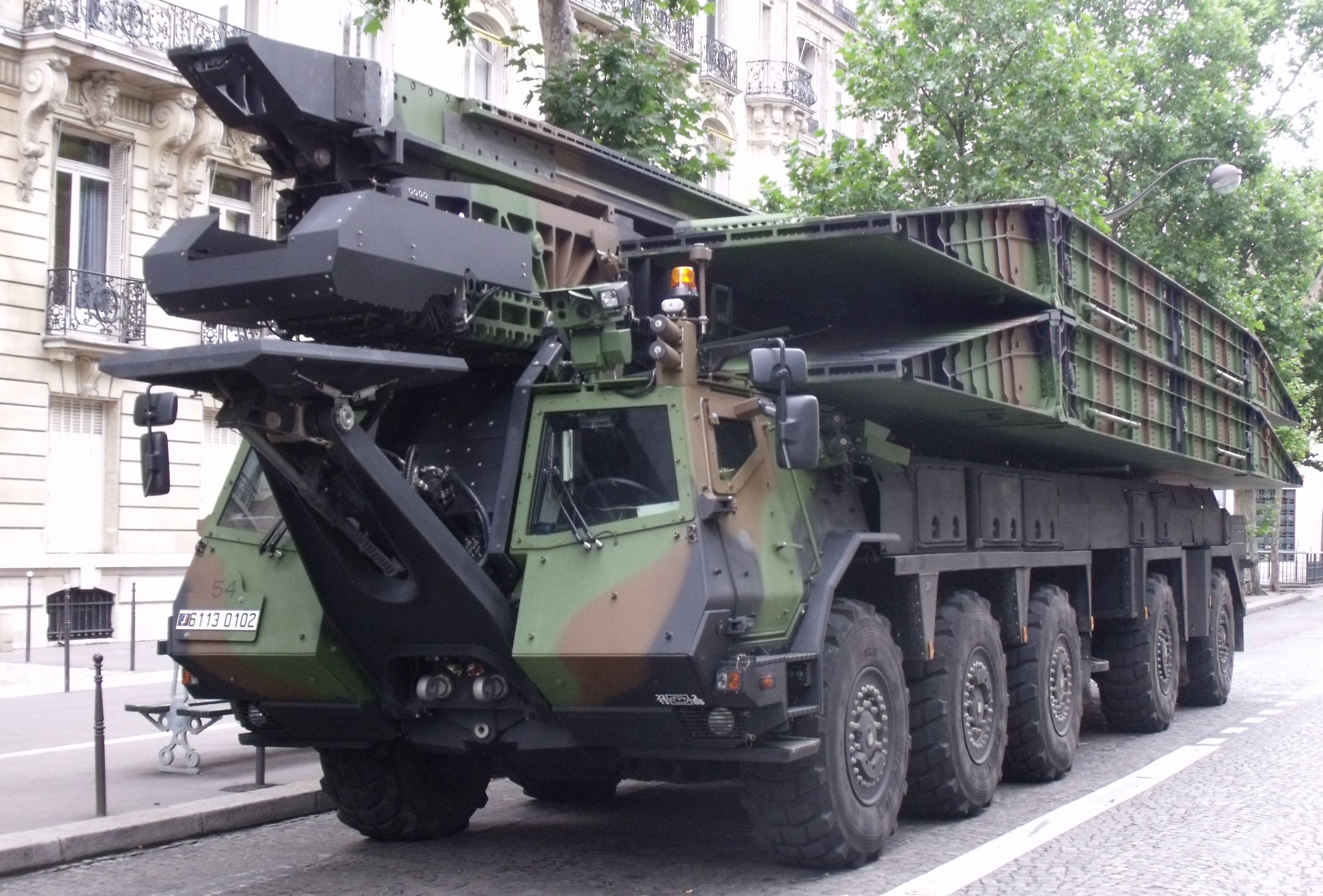
法國 SPRAT 裝甲架橋車